# インフォコム
インフォコム株式会社（英: INFOCOM CORPORATION）は、日本のシステムインテグレーター（ユーザー系）。ブラックストーン・グループ傘下であるインフォコムホールディングス株式会社の子会社。

## 概説
2001年4月に、日商岩井（現・双日）系システムインテグレーター「インフォコム株式会社」と、帝人系システムインテグレーター「株式会社帝人システムテクノロジー」が合併し新会社としてスタート。翌2002年3月にJASDAQ市場へ株式上場を行う。
かつては帝人（持株会社）が株式の57.65%を保有した帝人グループのIT戦略部門であったが、帝人からのシステム受注は全体の3割程度である。
近年ではコンタクトセンター事業にも力を入れており、関連システムの開発及びコールセンター構築にも高い実績がある。その他事業では特に医療系システムで業界内の高いシェアを誇る。
また、電子書籍配信サービスの「めちゃコミック」の運営会社であるアムタスの親会社としても知られており、2024年10月21日にブラックストーン・グループの一員となったが、2025年7月1日付で日鉄ソリューションズの完全子会社となる予定である。ただし、アムタスは日鉄ソリューションズの孫会社とはならず、インフォコムホールディングスの子会社のまま残る。

## 主な事業
携帯電話事業者、一般消費者、官公庁、教育研究機関、医薬医療関係の機関・企業、その他一般企業の顧客に対して情報システムの企画・開発・コンサルテーションなどの各種ITソリューションの提供
携帯電話などへのコンテンツ提供、情報通信システムの運用・管理などの各種サービスの提供

## 沿革
- 1983年（昭和58年）2月 - 東京都港区赤坂に日商岩井の100%子会社・日商岩井コンピュータシステムズ株式会社として発足。
- 1987年（昭和62年）6月 - 日商岩井インフォコムシステムズ株式会社に社名変更。
- 1997年（平成9年）4月 - 日商岩井インフォコム株式会社に社名変更。インフォコムサービス株式会社（現・インフォコム東日本）を設立。
- 2000年（平成12年）4月 - インフォコム株式会社に社名変更。
- 2001年（平成13年）
  - 3月 - 本社を東京都千代田区神田駿河台に移転。
  - 4月 - 帝人の100%子会社・株式会社帝人システムテクノロジーと合併。
  - 6月 - 米国法人 Infocom America, Inc. を設立。
  - 10月 - 連結子会社のティーエスティーソフトウェアを、株式会社インフォコム西日本に社名変更。
- 2002年（平成14年）
  - 3月 - 日本証券業協会に店頭登録銘柄として株式を登録。
  - 9月 - スイスGeneBio社と「SIB（Swiss Institute of Bioinformatics）データベース」の代理店契約を締結。
- 2003年（平成15年）
  - 1月 - ADME領域の事業拡大を目的に、米国Absorption社と米国法人Lighthouse Data Solutions,LLCを設立。
  - 2月 - 英国LabLogic社から薬物動態試験情報管理システム（ADME LIMS）の国内独占販売権を取得。
  - 3月 - ITX、ビー・エム・エルとの合弁でジーンフロンティア株式会社を設立。
  - 6月 - カナダBioinformatics Solutions社、カナダPharmaAlgorithms社、米国OmniViz社と新たに販売代理店契約を締結し、バイオサイエンス事業を増強。
  - 8月 - 徳島大学発ベンチャー企業である株式会社言語理解研究所と事業提携、電子メール要約サービス（サービス「マイ☆メール」）開始。
  - 10月 - インフォベック株式会社（現・GRANDIT）を設立。
- 2004年（平成16年）
  - 6月 - 米国SYSCOM (USA) Inc.をグループ会社化。
  - 10月 - インテック・ウェブ・アンド・ゲノム・インフォマティクスとバイオサイエンス事業で包括的業務提携[8]。
  - 11月 - 米国クリアキューブ社と販売契約締結。ブレードPCソリューション展開。
  - 12月 - 日本証券業協会への店頭登録を取消し、ジャスダック証券取引所に株式を上場。米国イージェネラ社と販売代理店契約締結。次世代ブレードサーバ販売開始。
- 2005年（平成17年）
  - 1月 - 東京大学医科学研究所ヒトゲノム解析センターとの共同開発による遺伝子ネットワーク推定システム「Auto Net Finder」の販売開始[9]。
  - 3月 - 株式会社イメージパートナーを子会社化。NRIサイバーパテントと知的財産権業務ソリューションで協業開始。
  - 6月 - コンピュータシティをグループ会社化。
  - 12月 - 株式取得によりログイット株式会社を子会社化。
- 2006年（平成18年）
  - 3月 - 横浜市のデータセンターを自社保有化。
  - 10月 - 株式取得により株式会社ドゥマンを持分法適用関連会社化。
- 2007年（平成19年）7月 - プロブリッジとコールセンター事業における事業提携。
- 2008年（平成20年）
  - 1月 - 株式会社イー・ビー・エスをグループ会社化。
  - 7月 - インフォコムサービス株式会社がインフォコム東日本に社名変更。本社を東京都渋谷区神宮前へ移転。
- 2010年（平成22年）
  - 4月 - ジャスダック証券取引所と大阪証券取引所の合併に伴い、大阪証券取引所JASDAQ市場に株式を上場。
  - 10月 - 大阪証券取引所ヘラクレス市場、同JASDAQ市場、同NEO市場の統合に伴い、大阪証券取引所JASDAQ市場（スタンダード）に株式を上場。
- 2011年（平成23年）1月 - Six Apart, Ltd.から、Movable TypeとSix Apartブランドに関する権利譲渡を受け、日本法人であるシックス・アパート株式会社を完全子会社化[10]。
- 2012年（平成24年）
  - 8月 - ソーシャルゲーム分野参入を目的にイストピカを子会社化[11]。
  - 10月 - インフォベック株式会社がGRANDIT株式会社に社名変更[12]。
- 2013年（平成25年）
  - 4月 - AJS株式会社より放射線部門システム事業を譲受[13]。ネットビジネス設立準備株式会社（現・アムタス）を設立[14]。
  - 7月 - 東京証券取引所JASDAQ市場（スタンダード）に株式を上場。宮城県岩沼市に岩沼「みんなの家」を開設[15]。
  - 9月 - FENOX Venture Capitalと戦略的パートナーシップ提携[16]。株式会社ミュートスとの合弁会社・インフォミュートス株式会社を設立[17]。
  - 10月 - アムタスが事業を開始[18]。
  - 11月 - 電子書籍ストア「ekubostore」を開始[19]。
- 2014年（平成26年）
  - 3月 - 株式会社ドゥマンをアムタスの連結子会社化。
  - 4月 - 株式会社イー・ビー・エスのアパレルEC事業を株式会社ドゥマンに統合。
  - 5月 - 光電製作所、コーデンテクノインフォとの共同出資によりEverySense, Inc.を設立[20]。
  - 8月 - 米国にコーポレートファンドのFenox Infocom Venture Company V, L.P.を設立[21]。
- 2015年（平成27年）
  - 2月 - 米国SYSCOM (USA) Inc.を同社社長に譲渡[22]。
  - 6月 - 連結子会社のイストピカがソーシャルゲームアプリのサービス提供終了[23]。
  - 11月 - 株式会社ソラストとの業務・資本提携により地域包括ケア領域に進出[24]。
- 2016年（平成28年）
  - 1月 - 株式会社Bevyを関連会社化。
  - 6月 - シックス・アパートの全株式を、シックス・アパート・ホールディングス株式会社に譲渡[25]。
- 2017年（平成29年）
  - 6月 - 横浜市の新横浜DCによるデータセンターサービス提供を終了[26]。
  - 10月 - インドネシアにPT. GnB Accelerator Asiaを設立[27]。
- 2018年（平成30年）11月 - 東京証券取引所第一部へ市場変更[28]。
- 2019年（平成31年/令和元年）
  - 4月 - インフォミュートスを吸収合併[29]。
  - 5月 - 株式会社スタッフプラスを連結子会社化[30]。韓国Peanutoon, Inc.を連結子会社化[31]。
  - 7月 - アムタスとパピレスの共同出資によりアルド・エージェンシー・グローバル株式会社を設立[32]。
- 2021年（令和3年）
  - 7月 - アムタスとLink-Uの共同出資により株式会社アムリンクを設立[33]。
  - 10月 - 株式会社メディカルクリエイトを連結子会社化[34]。
  - 11月 - 本社を東京都港区赤坂の東京ミッドタウン・イーストに移転[35]。
- 2022年（令和4年）
  - 1月 - 株式会社オルターブースを連結子会社化[36]。
  - 4月 - 東京証券取引所プライム市場に移行。
- 2023年（令和5年）
  - 2月 - ヘルステック企業のHealthMetrics Sdn Bhd. と戦略的資本・業務提携契約を締結[37]。
  - 4月 - 株式会社ジェイマックシステムを連結子会社化[38]。
- 2024年（令和6年）
  - 6月18日 - ブラックストーン・グループ傘下のビー・エックス・ジェイ・シー・ツー・ホールディング株式会社が株式公開買付け（TOB）によるインフォコムの買収を公表[3][39]。
  - 7月31日 - ブラックストーン・グループ傘下のビー・エックス・ジェイ・シー・ツー・ホールディング株式会社が株式公開買付け（TOB）を実施し、議決権所有割合ベースで33.10%の株式を取得[40]。
  - 10月16日 - 東京証券取引所プライム市場上場廃止[41]。
  - 10月18日 - 株式併合により株主が帝人株式会社及びビー・エックス・ジェイ・シー・ツー・ホールディング株式会社のみとなる[42]。
  - 10月22日 - ビー・エックス・ジェイ・シー・ツー・ホールディング株式会社がインフォコムホールディングス株式会社に改称[43]。
- 2025年（令和7年）
  - 7月1日 - 株式譲渡に伴い、日鉄ソリューションズ株式会社の完全子会社となる予定。同時にアムタス全株式をインフォコムホールディングスに譲渡する予定[6]。

## 関係会社

### 連結子会社
- 株式会社アムタス - 電子コミック配信サービス「めちゃコミック」の運営等
  - Peanutoon, Inc.（92.2%） - 韓国での電子コミック配信サービスの提供
  - 株式会社アムリンク（66.7%） - 電子書籍分野における各種システムの企画・開発及び運営、先端技術の調査・研究開発
- 株式会社インフォコム東日本 - 情報処理サービス、ソフトウェアの開発
- 株式会社インフォコム西日本 - ソフトウェアの開発
- Infocom America Inc.（アメリカ合衆国カリフォルニア州） - 北米地域における市場調査及び情報収集
  - Fenox Infocom Venture Company V, L.P.（99.0%、アメリカ合衆国カリフォルニア州） - ベンチャーキャピタル
- GRANDIT株式会社 - 完全Web-ERPの開発・販売
- 株式会社メディカルクリエイト - 医療機関の放射線部門向けシステムの企画・開発及び販売等
- 株式会社オルターブース（51.0%） - クラウドコンピューティングを活用したシステム企画・開発及び運用
- 株式会社スタッフプラス - 介護業界に特化した転職支援サービスの提供
- 株式会社ジェイマックシステム - 医療機関の放射線部門向けシステムの企画・開発及び販売等

### 非連結子会社
- PT. GnB Accelerator Asia

## 平均年齢・勤続年数・年収
（有価証券報告書調べ）
- 2020年3月 44.3歳 16.1年 771.5万円
- 2019年3月 44.2歳 15.7年 777.4万円
- 2018年3月 43.6歳 15.2年 787.7万円
- 2017年3月 43.1歳 14.2年 789.6万円
- 2016年3月 42.3歳 13.2年 779.4万円
- 2015年3月 41.4歳 12.8年 782.1万円
- 2014年3月 40.6歳 11.7年 779.0万円
- 2013年3月 39.9歳 12.6年 756.0万円
- 2012年3月 39.3歳 11.9年 755.4万円
- 2011年3月 38.5歳 11.1年 734.2万円
- 2010年3月 37.8歳 10.2年 733.8万円
- 2009年3月 37.1歳 10.5年 687.2万円
- 2008年3月 36.7歳 8.9年 731.4万円
- 2007年3月 36.3歳 8.7年 723.4万円
- 2006年3月 36.9歳 8.6年 729.8万円
- 2005年3月 35.8歳 8.0年 764.7万円
- 2004年3月 35.6歳 7.5年 779.9万円

## ゲーム
- 1993年3月19日 - ナイジェル・マンセル F1チャレンジ （スーパーファミコン）
- 1994年7月29日 - ズールのゆめぼうけん （スーパーファミコン、ゲームギア）

## その他の情報
社内に専用のマッサージ師が常駐し、無料でマッサージを受けられる。